# Elixir di china
L'elixir di china (o elisir di china) è una elisir a base di estratti alcolici di corteccia di china calisaia originariamente utilizzata, tra fine Settecento e metà Ottocento, come farmaco nella lotta alla malaria. Con la progressiva scomparsa della malattia dall'Europa l'elixir perse il suo status di medicinale per divenire, in tempi moderni, semplice amaro digestivo.

## Storia
L'elixir di china si afferma tra la fine del Settecento e l'inizio dell'Ottocento come evoluzione dei vini chinati, preparazioni in cui il vino, grazie al naturale contenuto in alcol, veniva utilizzato durante il processo di macerazione della corteccia per estrarne i principi attivi.
Successivamente, nella prima metà dell'Ottocento, con l'identificazione e l'isolamento dei principi attivi della china (ad opera di Caventou e Pelletier) cessa l'utilizzo di questa preparazione come antimalarico a favore di forme farmaceutiche più attive. L'elixir di china viene tuttavia ancora utilizzato come tonico, digestivo, eupeptico. Formulazioni che impiegano gli estratti fluidi vengono preferiti nelle formulazioni riportate dalle farmacopee. In alcune di esse queste formulazioni vengono riportate ancora con le medesime indicazioni della seconda metà del XX secolo. 
A metà dell'Ottocento si affianca all'uso farmaceutico della china quello liquoristico. Si sviluppano formulazioni che si avvalgono della macerazione in alcol di complesse miscele di droghe vegetali (tinture). Inoltre, nell'ottica di un utilizzo voluttuario sono caratterizzate da gradazioni alcoliche sensibilmente più elevate.

## Composizione
L'elixir di china è tipicamente preparato con una miscela di estratti alcolici di corteccia di China calisaia edulcorati con soluzione acquosa zuccherina (sciroppo) e aromatizzanti (arancio amaro e altri).

## Produttori
Elixir di china celebri e meno celebri includono:
- China Gambacciani (Empoli)
- China Clementi (Fivizzano in Lunigiana)
- China Martini (Torino)
- China Massagli (Lucca)
- China Stemmi (Torino)
- Elisir di China (Stabilimento chimico farmaceutico militare, Firenze)
- Ferro-china, quali:
  - Ferro-china Baliva (Roma)
  - Ferro-china Bisleri (Milano)
  - Ferro-china Caterini (Castrovillari)
  - Ferrochina del Moro (Castrovillari)